# Джейн Ейр (фільм, 1996)
Джейн Ейр (англ. Jane Eyre) — американсько-британсько-французький фільм 1996 року, створений Франко Дзефіреллі за однойменним романом Шарлотти Бронте. У головних ролях Шарлотта Генсбур і Вільям Герт.

## Сюжет
Джейн Ейр, незалежна і розумна молода жінка, наймається до містера Рочестера у якості гувернантки для його дочки Аделі. Скоро між Джейн та її господарем виникають почуття, і містер Рочестер пропонує їй руку і серце. Але в день весілля Джейн дізнається, що в її нареченого вже є дружина — божевільна жінка на ім'я Берта, яку утримують під замком у цьому ж маєтку…

## У ролях
| Актор              | Роль             |
| ------------------ | ---------------- |
| Шарлотта Генсбур   | Джейн Ейр        |
| Вільям Герт        | Едвард Рочестер  |
| Марія Шнайдер      | Берта            |
| Біллі Вайтлоу      | Грейс Пул        |
| Жозефіна Серр      | Адель            |
| Джоан Плоурайт     | місіс Фейрфакс   |
| Джеральдіна Чаплін | міс Скетчард     |
| Лієнн Роу          | Гелен Бернс      |
| Аманда Рут         | міс Темпл        |
| Анна Паквін        | юна Джейн        |
| Фіона Шоу          | місіс Рід        |
| Семюель Вест       | Сент-Джон Ріверс |
| Ель Макферсон      | Бланш Інгрем     |
| Джуліан Феллоуз    | полковник Дент   |

## Нагороди
Давид ді Донателло (1996)
- Найкращий дизайн костюмів (Дженні Беван).